# ナナ・グリビジ州
ナナ＝グリビジ州（フランス語: Nana-Grébizi、サンゴ語: Nanä-Gïrïbïzï）は中央アフリカ共和国の州。国土の北部に位置している。州都はカガ＝バンドロ。縮尺の大きな地図だとチャド国境と接しているように見えるが、実際はわずかに離れている。
人口は約21万人（2021年推計）。州名は域内を流れるナナ川（マンベレ川の支流であるナナ川とは別物）とグリビジ川に由来する。

## 歴史
1946年10月16日、現在のナナ・グリビジ州とケモ州の範囲に設置されたケモ・グリビジ地域（Kémo-Gribingui）を前身とする。1961年1月23日に州へ改編された。
1974年8月6日にケモ・グリビジ州は分割され、グリビジ経済州として設置された。1992年またはそれ以前にグリビジ経済州はナナ・グリビジ経済州へ改名した。

## 隣接州
- バミンギ・バンゴラン州
- ワカ州
- ケモ州
- ウハム・ファファ州

## 下位行政区画

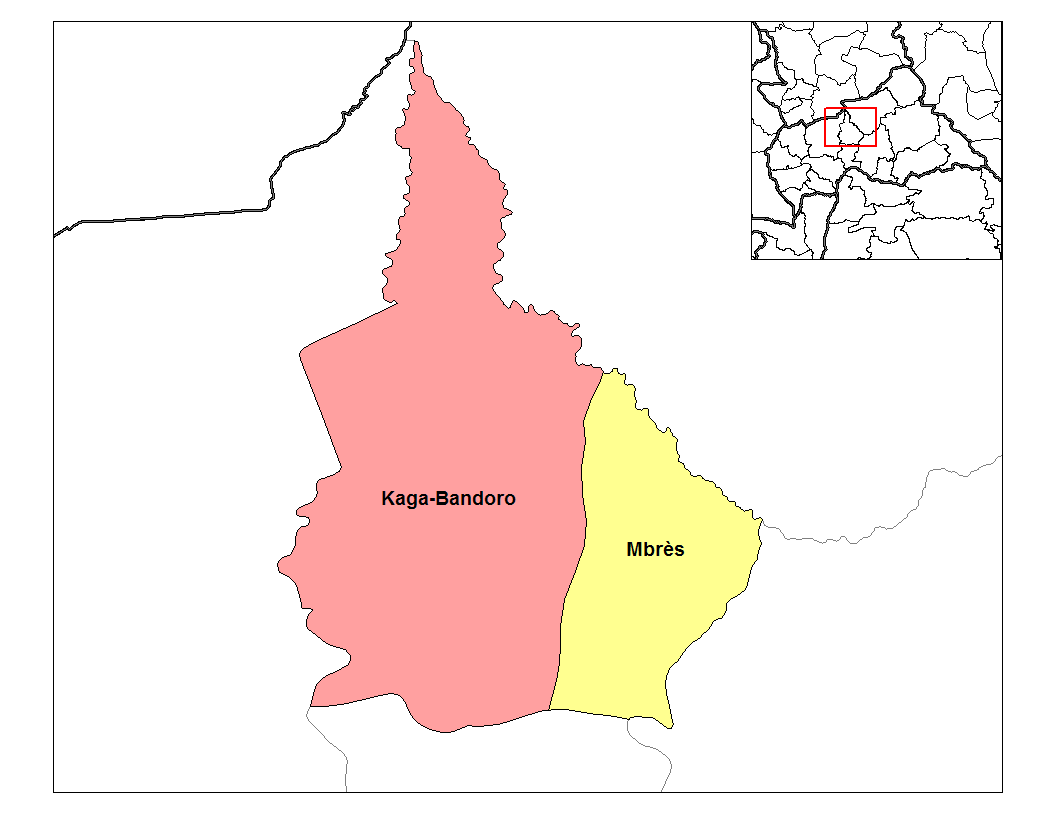
ナナ・グリビジ州の郡（2021年以前）

2021年以降、3つの郡（Sub-Prefecture）を管轄する。郡の下にはコミューンが設置されている。
| 郡名           | フランス語名 | 人口 (2021年推計) | コミューン数 |
| -------------- | ------------ | ----------------- | ------------ |
| カガ＝バンドロ | Kaga-Bandoro | 143,186           | 4            |
| ムブレ         | Mbrès        | 33,323            | 1            |
| ナナ＝ウタ     | Nana-Outa    | 32,312            | 1            |